# Albin Roussin
Albin Roussin (Dijon, 21 de abril de 1781 — Paris, 21 de fevereiro de 1854) foi um almirante da Marinha de Guerra da França que comandou a força naval que em 1831 entrou no Tejo e forçou a assinatura do Tratado de 14 de Julho de 1831.

## Biografia
No contexto da guerra do Império do Brasil contra as Províncias Unidas do Rio da Prata (1825-28), da qual resultou a independência da República Oriental do Uruguai (27 de Agosto de 1828), a pretexto de reparações por perdas de súditos da França naquele conflito, a barra da Baía de Guanabara foi forçada por uma esquadra de três navios sob o comando do almirante Roussin (6 de julho de 1828).
Ultrapassando a defesa combinada constituída pela Fortaleza de Santa Cruz, pela Fortaleza de São João e pelo Forte da Laje, veio ancorar à vista do porto do Rio de Janeiro. Sob ameaça de bombardeio da então capital, exigiu do governo imperial uma satisfação (e o imediato pagamento) pelas perdas dos súditos franceses, bem como a devolução de navios apreendidos na bacia do Prata por ocasião do bloqueio naval da Marinha do Brasil a Buenos Aires.
Diante dessa afronta à soberania nacional, mas desprovido de meios para resistir na ocasião, o governo imperial brasileiro teve de ceder à imposição.
Esse oficial francês repetiria, poucos anos mais tarde, essa mesma operação em Portugal.
No contexto das Guerras Liberais, devido aos incidentes diplomáticos registrados naquele país sob o governo do rei D. Miguel (1828-34), envolvendo súditos da Inglaterra e da França, sem obter, como a primeira, as satisfações exigidas, o rei Luís Filipe de França incumbiu o almirante Roussin de forçar a barra do rio Tejo.
A missão foi desempenhada a contento, tendo a esquadra do referido almirante ultrapassado a barreira do fogo cruzado da artilharia dos Forte de São Julião da Barra e do Forte de São Lourenço do Bugio, respondido ao fogo do Forte de Nossa Senhora das Mercês de Catalazete e ancorado no porto de Lisboa, onde apresou oito navios (11 de julho de 1831). Impôs então, ao soberano português, as condições humilhantes do Tratado de 14 de Julho de 1831.